# Syndicat d'agglomération nouvelle Ouest Provence
Cet article concerne l'ancienne intercommunalité. Pour le territoire de la métropole d'Aix-Marseille-Provence, voir Ouest Provence.
Le syndicat d'agglomération nouvelle Ouest Provence (précédemment connue sous l'appellation Rives de l'Étang de Berre, puis Nord-Ouest de l'Étang de Berre) est une ancienne intercommunalité du sud de la France, à l'ouest de Marseille.
Le 1er janvier 2016, il a fusionné avec cinq autres intercommunalités pour former la métropole d'Aix-Marseille-Provence. Les 6 communes de l'ancien syndicat d'agglomération nouvelle forment aujourd'hui le territoire Ouest Provence au sein de la métropole.

## Composition
Le syndicat d'agglomération nouvelle se composait de 6 communes des Bouches-du-Rhône:
| Nom                       | Code Insee | Gentilé         | Superficie (km2) | Population (dernière pop. légale) | Densité (hab./km2) |
| ------------------------- | ---------- | --------------- | ---------------- | --------------------------------- | ------------------ |
| Istres (siège)            | 13047      | Istréens        | 113,73           | 42 925 (2016)                     | 377                |
| Cornillon-Confoux         | 13029      | Cornillonnais   | 14,95            | 1 370 (2014)                      | 92                 |
| Fos-sur-Mer               | 13039      | Fosséens        | 92,31            | 15 608 (2016)                     | 169                |
| Grans                     | 13044      | Gransois        | 27,60            | 4 457 (2014)                      | 161                |
| Miramas                   | 13063      | Miramasséens    | 25,74            | 25 756 (2016)                     | 1 001              |
| Port-Saint-Louis-du-Rhône | 13078      | Saint-Louisiens | 73,38            | 8 661 (2014)                      | 118                |

## Population
La population des six communes est passée de 38 110 en 1968 à 88 482 en 1999, mais la croissance s'est concentrée sur les trois communes qui faisaient partie de la ville nouvelle depuis l'origine.

## Administration
Le syndicat d'agglomération nouvelle regroupait les trois communes qui ont constitué la ville nouvelle à l'origine (Fos-sur-Mer, Istres et Miramas) ainsi que trois communes qui les ont rejointes en 2003 (Cornillon-Confoux, Grans et Port-Saint-Louis-du-Rhône). La commune de Vitrolles était aussi associée à la ville nouvelle (jusqu'à la dissolution de l'établissement public d'aménagement), mais n'appartient pas au SAN.

## Histoire
- 11 août 1972 : création de l'agglomération nouvelle, regroupant les communes de Miramas, Istres, et la zone industrialo-portuaire de Fos-sur-Mer. La ville de Fos-sur-Mer en est explicitement disjointe, et ne rejoint l'agglomération nouvelle que plus tard.
- 18 décembre 1972 : création du syndicat communautaire d'aménagement (SCA). La ville de Fos-sur-Mer rejoint l'agglomération nouvelle.
- 1973 : création de l'Établissement public d'aménagement des rives de l'étang de Berre (EPAREB)
- 1983 : la loi Rocard modifie le statut des villes nouvelles.
- 12 juillet 1984 : le SCA se transforme en syndicat d'agglomération nouvelle.
- 31 décembre 2001 : dissolution de l'EPAREB
- 1er janvier 2003 : les communes de Cornillon-Confoux, Grans et Port-Saint-Louis-du-Rhône adhèrent au SAN.
- 1er janvier 2016 : dissolution du SAN, incorporé à la métropole d'Aix-Marseille-Provence.

## Affaires
Le SAN Ouest-Provence est présidé depuis novembre 2012 par l'actuel maire de Fos-sur-Mer, René Raimondi.
Le SAN Ouest-Provence était présidé de janvier 2003 à novembre 2012 par un ancien maire de Fos-sur-Mer, Bernard Granié (PS) qui, depuis le milieu des années 90, alimente régulièrement la gazette judiciaire. Bruno Fay et Laurent Ollivier, auteurs du Casier judiciaire de la République (Ramsay, 2002) rappellent ainsi cette chronologie :
- poursuivi pour escroquerie et prise illégale d'intérêt pour avoir favorisé l'achat d'un hôtel Frantel par la commune de Fos-sur-Mer, en acceptant une surévaluation des travaux.
- 20 avril 1995 : mis en examen pour ingérence, abus de biens sociaux et recel dans le cadre de la société Lovauto et une entreprise de location de voitures dont la gestion était confiée à sa femme et à son fils.
- janvier 2000 : jugé devant le tribunal correctionnel d'Aix en Provence.
- 22 mars 2000 : condamné à 18 mois de prison avec sursis, 300 000 francs d'amende et cinq ans de privation de ses droits civiques.
- 12 avril 2001 : relaxé par la Cour d'appel d'Aix en Provence, le procureur ayant requis la relaxe et précisant par la suite « non pas parce que j'étais convaincu de votre honnêteté, mais parce que, en droit, l'infraction qui vous était reprochée n'était pas constituée. »

Au début de l'année 2007 éclate une affaire qui va le conduire en prison :
- 12 janvier 2007 : Bernard Granié est mis en examen pour "corruption passive et trafic d'influence commis par une personne exerçant une fonction publique et atteinte à la liberté d'accès et à l'égalité des candidats dans les marchés publics”, et incarcéré à la prison des Baumettes à Marseille.
- 6 mars 2007 : Bernard Granié est remis en liberté après 53 jours de prison préventive après versement d'une caution de 100000 euros. Il reste sous contrôle judiciaire.
- 9 mars 2007 : Bernard Granié renonce à se présenter aux élections législatives de juin 2007, où il avait obtenu l'investiture PS.
- 25 novembre 2009 : devant le TGI d'Aix en Provence, le procureur requiert 5 années de prison ferme à l'encontre de Bernard Granié, ainsi qu'une amende de 150 000 euros et 5 ans de privation de ses droits civiques et civils. Le jugement est mis en délibéré au 20 janvier 2010.
- 20 janvier 2010 : Bernard Granié est condamné à 1 an de prison ferme, 100 000 euros d'amende, 5 ans de privation de son éligibilité (avec exécution provisoire), et 5 ans d'interdiction d'exercice de toute fonction publique (avec exécution provisoire).
- 22 janvier 2010 : Bernard Granié annonce son refus de démissionner.
- 8 février 2010 : Michel Sappin, préfet de la région PACA, signe l'arrêté notifiant à Bernard Granié sa démission d'office de tous ses mandats.
- Michel Pezet, avocat de Granié et ancien député et ancien président socialiste du Conseil régional de PACA, attaque cet arrêté devant le tribunal administratif, qui lui donne raison (la peine complémentaire d'inéligibilité aurait dû être élargie à l'ensemble des droits électifs pour être juridiquement fondée).
- 11-12 mai 2011 : procès en appel, l'avocate générale requiert 3 ans ferme et 150 000 € d'amende, 5 ans d'inéligibilité, d'interdiction d'exercer toute fonction politique et de droit de vote. Mise en délibéré au 7 septembre 2011.
- 7 septembre 2011 : Bernard Granié est condamné à 2 ans de prison ferme, 100 000 euros d'amende, et 5 ans d'inéligibilité, d'interdiction d'exercer toute fonction politique et de droit de vote. Son avocat dépose un nouveau recours, en cassation cette fois.
- 8 octobre 2012 : Hugues Parant, préfet des Bouches-du-Rhône, demande à Bernard Granié, condamné définitivement pour corruption en septembre avec cinq ans d'inéligibilité, de démissionner de ses mandats et fonctions[2].

## Transports

### Bus et train
Depuis l'association de Ouest Provence et de la Communauté d'agglomération du pays de Martigues (CAPM) dans le syndicat mixte des transports Ouest étang de Berre, celui-ci organise un réseau de bus dénommé Ulysse. Il est composé de 20 lignes urbaines dont trois interurbaines, ainsi qu'un service de transport à la demande. 
La ligne de chemin de fer Miramas - Marseille traverse toutes les villes du syndicat.